# خسوف القمر أغسطس 2008
حدث خسوف جزئي للقمر في 16 أغسطس 2008، وهو الثاني من خسوفين للقمر حدثا عام 2008، أولاهما كان كلياً في 20 فبراير 2008. والآخر هو تظليل شبه جزئي للقمر، حدث في 21 ديسمبر 2010.
ظهر القمر بقطر أصغر بمقدار 26.2 ثانية قوسية عما بدا في 21 فبراير 2008، في الخسوف الكامل له.

## موسم الخسوف
| خسوف قمر جزئي 2008/8/16                               | خسوف قمر جزئي 2008/8/16 |
| ----------------------------------------------------- | ----------------------- |
| ساروس (عضو)                                           | 138 (29)                |
| حديث                                                  | <S <T < > T> S>         |
| كيب تاون، جنوب أفريقيا                                |                         |
| يمر القمر من اليمين إلى اليسار عبر الظل الشمالي للأرض |                         |
| غاما                                                  | 0.5647                  |
| المدة (س:د:ث)                                         |                         |
| جزئي                                                  | 3:08:08                 |
| ناقص                                                  | 5:30:31                 |
| الاتصال                                               |                         |
| P1                                                    | 18:24:50 ت ع م          |
| U1                                                    | 19:36:05 ت ع م          |
| الأفضل                                                | 21:10:06 ت ع م          |
| U4                                                    | 22:44:13 ت ع م          |
| P4                                                    | 23:55:21 ت ع م          |
| في العقدة الصاعدة في الجدي                            |                         |

صادف هذا الخسوف الثاني للقمر في هذا الموسم، حيث حصل الأول في هذا الفصل في الأول من أغسطس 2008

## المشاهدة

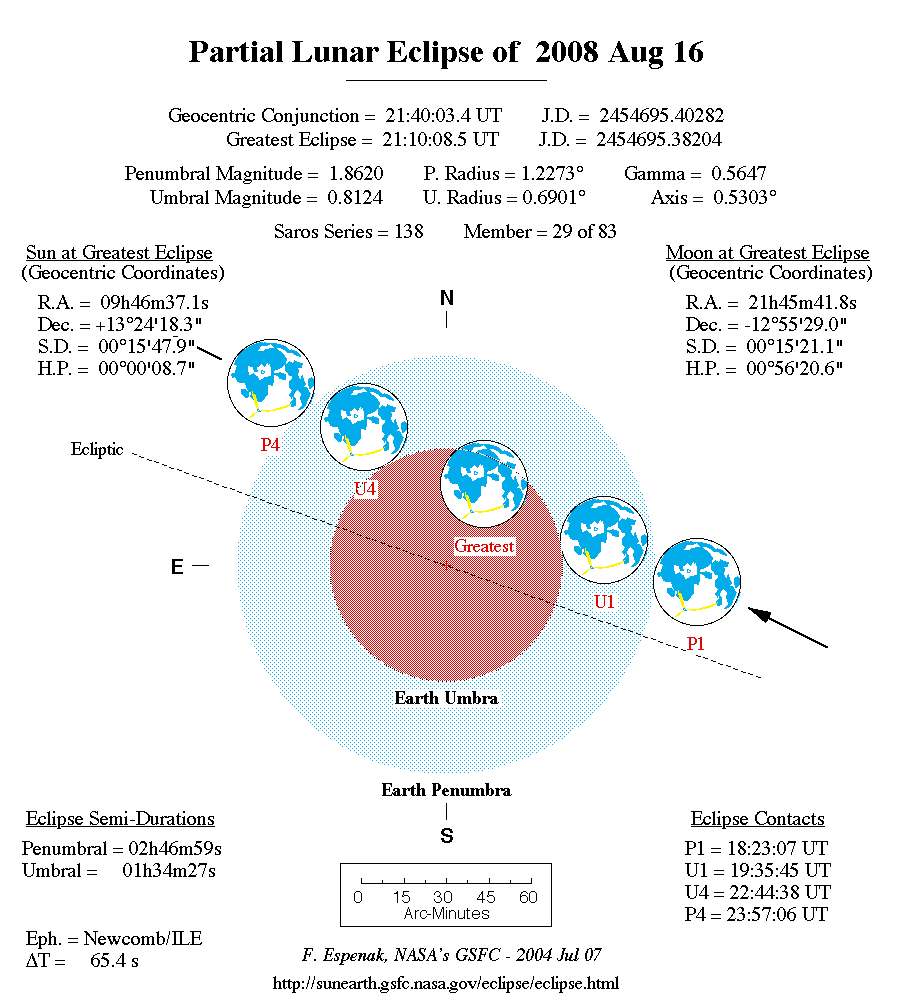
مخطط ناسا للكسوف.

شوهد الخسوف الجزئي في أجزاء من أستراليا قبل الشروق، فيما بدا في أمريكا الجنوبية بعد الغروب تماماً. كما ظهر الكسوف في الفلبين وأجزاء أخرى من أستراليا عند غروب القمر. كما شوهد في أجزاء من أوروبا والشرق الأوسط وإفريقيا عندما كان مرئيًا.
بدأ الخسوف التظليلي للقمر في الساعة 18:23 بالتوقيت العالمي المنسق، فيما ظهر الخسوف الجزئي في الساعة 19:36 بذات المقياس، فيما سجل الخسوف الأكبر في الساعة 21:10، انتهى الخسوف الجزئي في الساعة 22:44، والتظليلي منه في الساعة 23:57.
كان كوكب نبتون على بعد يومين من المقابلة، ظاهراً في المناظير بشكل «نجم» بقوة وكان مرئيًا في المناظير باعتباره «نجمًا» بقوة قدر ظاهري 8، على بعد درجتين للغرب والجنوب قليلاً من القمر.

## العلاقات بالخسوفات الأخرى
خسوفات أخرى حدثت عام 2008:
- كسوف حلقي للشمس في 7 فبراير.
- خسوف كلي للقمر في 21 فبراير.
- كسوف كلي للشمس في 1 أغسطس.
- خسوف جزئي للقمر في 16 أغسطس.

## سلسلة خسوفات القمر السنوية
| سلسلة خسوفات القمر بين 2006 و2009 | سلسلة خسوفات القمر بين 2006 و2009 | سلسلة خسوفات القمر بين 2006 و2009 | سلسلة خسوفات القمر بين 2006 و2009 | سلسلة خسوفات القمر بين 2006 و2009 | سلسلة خسوفات القمر بين 2006 و2009 | سلسلة خسوفات القمر بين 2006 و2009 | سلسلة خسوفات القمر بين 2006 و2009 | سلسلة خسوفات القمر بين 2006 و2009 |
| --------------------------------- | --------------------------------- | --------------------------------- | --------------------------------- | --------------------------------- | --------------------------------- | --------------------------------- | --------------------------------- | --------------------------------- |
| عقدة تنازلية                      | عقدة تنازلية                      | عقدة تنازلية                      | عقدة تنازلية                      |                                   | عقدة تصاعدية                      | عقدة تصاعدية                      | عقدة تصاعدية                      | عقدة تصاعدية                      |
| دورة ساروس # صورة                 | التاريخ المشاهدة                  | النوع المخطط                      | غاما                              | دورة ساروس صورة                   | التاريخ المشاهدة                  | النوع المخدد                      | غاما                              |                                   |
| 113                               | خسوف القمر مارس 2006              | تظليلي                            | 1.0211                            | 118                               | خسوف القمر سبتمبر 2006            | جزئي                              | -0.9262                           |                                   |
| 123                               | خسوف القمر أبريل 2005             | كامل                              | 0.3175                            | 128                               | خسوف القمر أغسطس 2007             | كامل                              | -0.2146                           |                                   |
| 133                               | خسوف القمر فبراير 2008            | كامل                              | -0.3992                           | 138                               | 2008 Aug 16                       | جزئي                              | 0.5646                            |                                   |
| 143                               | 2009 Feb 09                       | تظليلي                            | -1.0640                           | 148                               | 2009 Aug 06                       | تظليلي                            | 1.3572                            |                                   |
|                                   |                                   |                                   |                                   |                                   |                                   |                                   |                                   |                                   |
| آخر ظهور                          | 2005 Apr 24                       | 2005 Apr 24                       | 2005 Apr 24                       | آخر ظهور                          | خسوف القمر أكتوبر 2005            | خسوف القمر أكتوبر 2005            | خسوف القمر أكتوبر 2005            |                                   |
|                                   |                                   |                                   |                                   |                                   |                                   |                                   |                                   |                                   |
| الظهور التالي                     | 2009 Dec 31                       | 2009 Dec 31                       | 2009 Dec 31                       | الظهور التالي                     | 2009 Jul 07                       | 2009 Jul 07                       | 2009 Jul 07                       |                                   |

## دورة ساروس
تحوي دورة ساروس القمرية رقم 138 على 26 خسوفاً كاملاً للقمر بين 7 سبتمبر 2044، و24 مارس 2369. أطول خسوف سيكون في 7 يناير 2243، ويستمر لمدة 102 دقيقة.
سيحدث الخسوف الجزئي بين 24 يونيو 1918 و 13 أغسطس 2603. فيما سيكون الخسوف التظليلي بين 15 أكتوبر 1521 و30 مارس 2982.

## دورة السنة الميتونية
الدورة الميتونية هي دورة القمر التي تتكرر كل 19 عام تقريباً، وتمثل دورة ساروس زائداً لها سنة قمرية واحدة. لأنها تحدث في ذات التقويم، ظل الأرضي سيظهر تقريباً سيكون ظل الأرض في نفس الموقع تقريبًا بالنسبة إلى نجوم الخلفية.
| دورة الهبوط | دورة الهبوط            | دورة الهبوط |            | دورة الظهور           | دورة الظهور | دورة الظهور |
| دورة ساروس  | التاريخ                | النوع       | دورة ساروس | التاريخ               | النوع       |             |
| ----------- | ---------------------- | ----------- | ---------- | --------------------- | ----------- | ----------- |
| 103         | 1951 Feb 21.88         | تظليلي      | 108        | 1951 Aug 17.13        | تظليلي      |             |
|             |                        |             |            |                       |             |             |
| 113         | 1970 Feb 21.35         | جزئي        | 118        | 1970 Aug 17.14        | جزئي        |             |
|             |                        |             |            |                       |             |             |
| 123         | 1989 Feb 20.64         | كامل        | 128        | 1989 Aug 17.13        | كامل        |             |
|             |                        |             |            |                       |             |             |
| 133         | خسوف القمر فبراير 2008 | كامل        | 138        | خسوف القمر أغسطس 2008 | جزئي        |             |
|             |                        |             |            |                       |             |             |
| 143         | 2027 Feb 20.96         | تظليلي      | 148        | 2027 Aug 17.30        | تظليلي      |             |
|             |                        |             |            |                       |             |             |

## دورة نصف ساروس
سوف يسبق خسوف القمر ويتبعه كسوفاً للشمس بفارق زمني 9 سنوات و5.5 أيام حسب دورة نصف ساروس. يرتبط خسوف القمر هذا بكسوفين كليين للشمس من الساروس الشمسي 145 .
| 11 August 1999 [الإنجليزية] | كسوف الشمس في 21 أغسطس 2017 |
| --------------------------- | --------------------------- |
|                             |                             |

## معرض الصور
ملاحظة: الصور مرتبة زمنياً بالتوقيت العالمي المنسق.

البدء من أوسلو في النرويج.

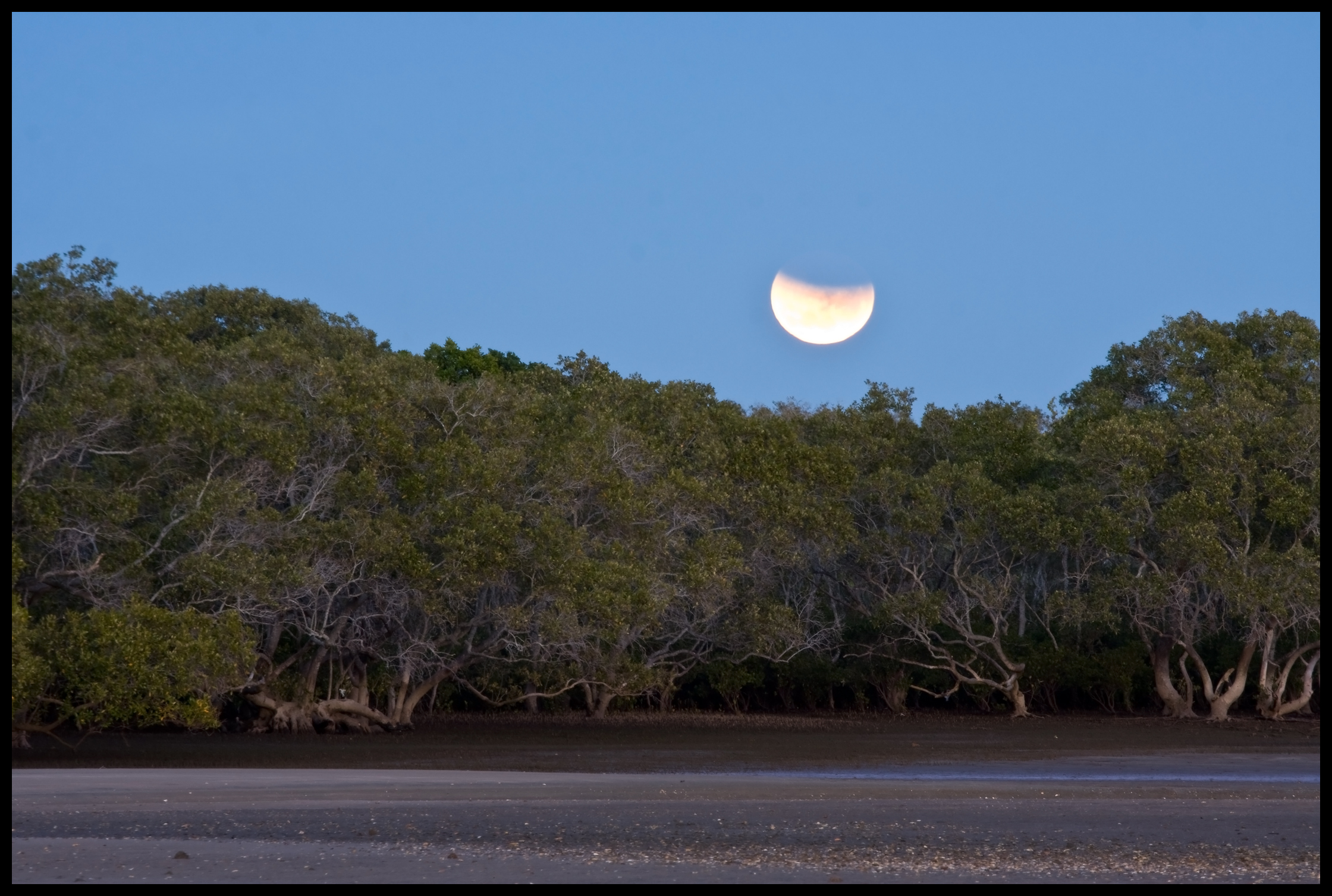
برينغتون، كوينز لاند، 20:03
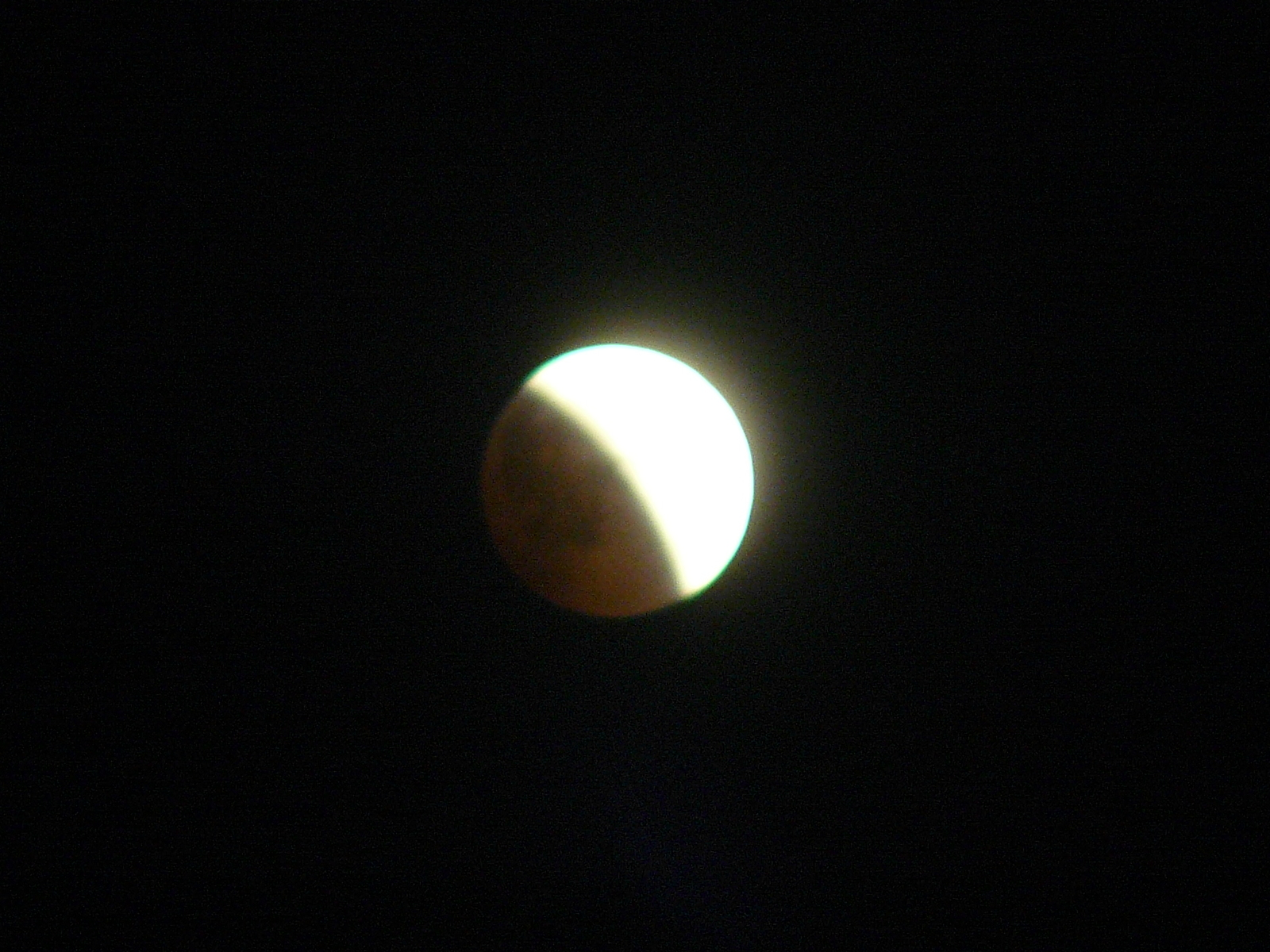
منطقة روسكي، روسيا، 20:21
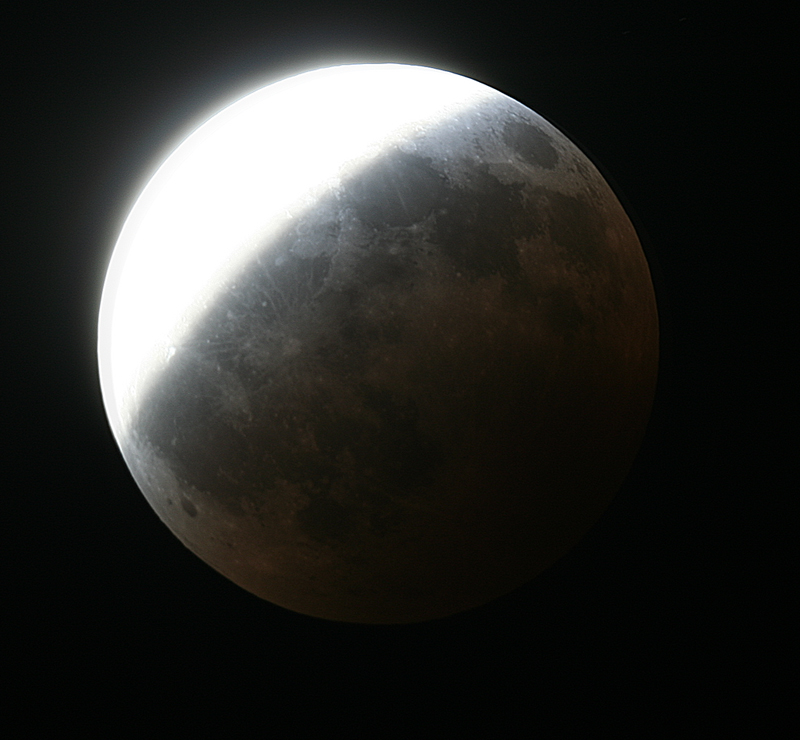
بالينورو، إيطاليا،20:31
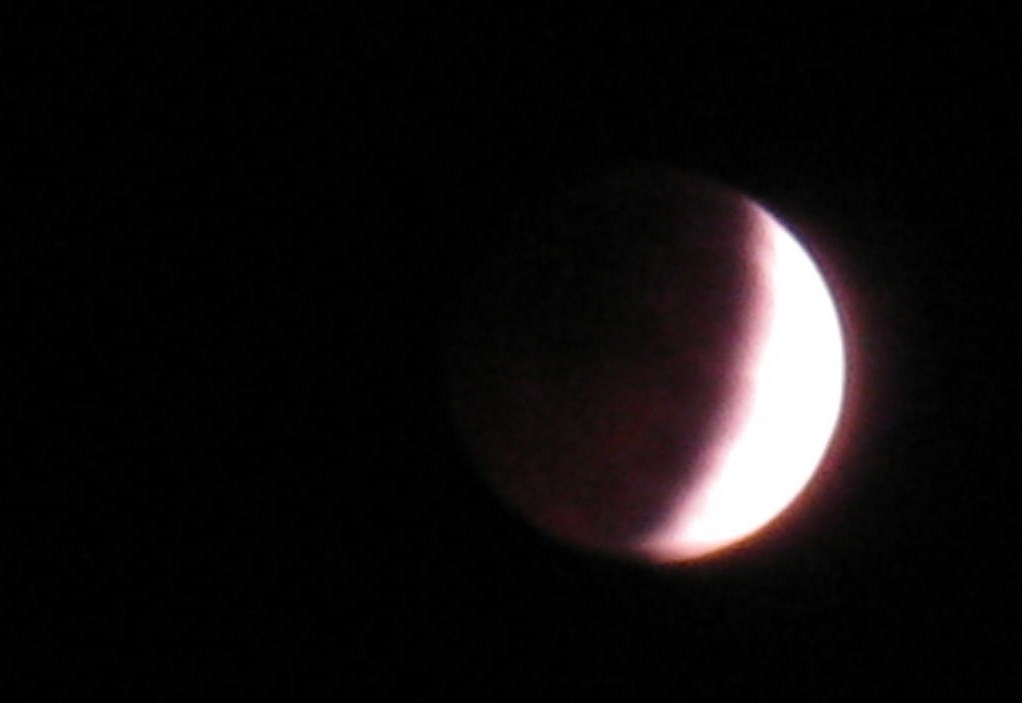
تل أبيب، 20:43
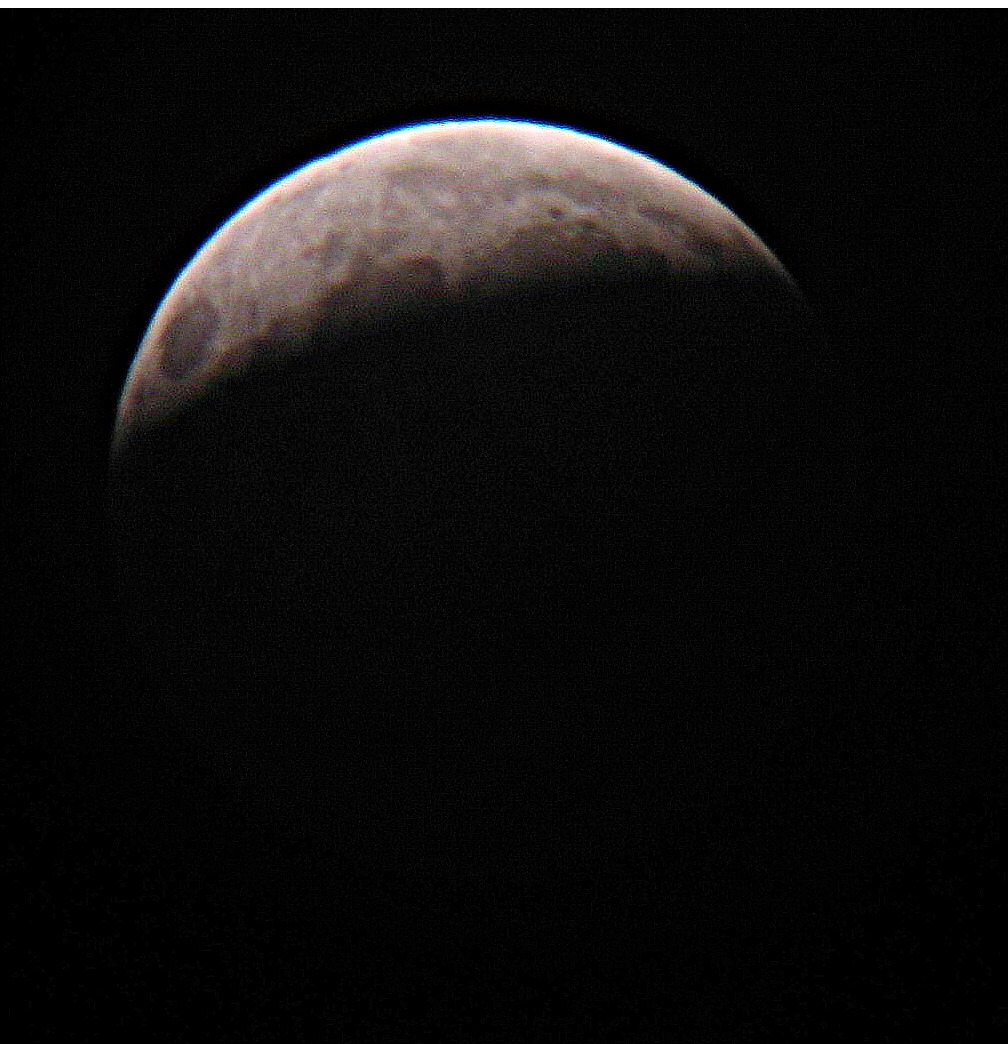
خرونينغن، 20:50
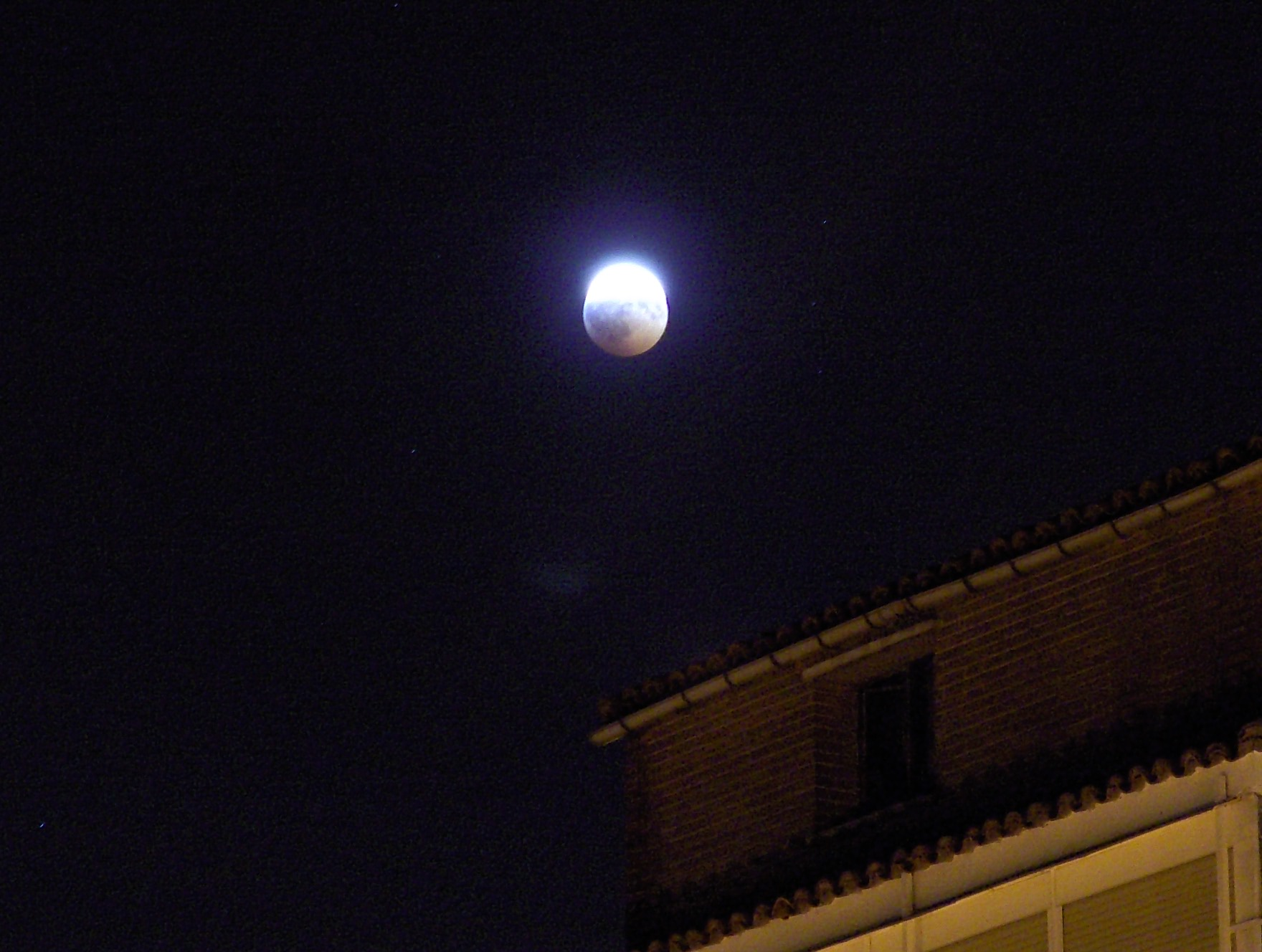
مدريد، 20:53
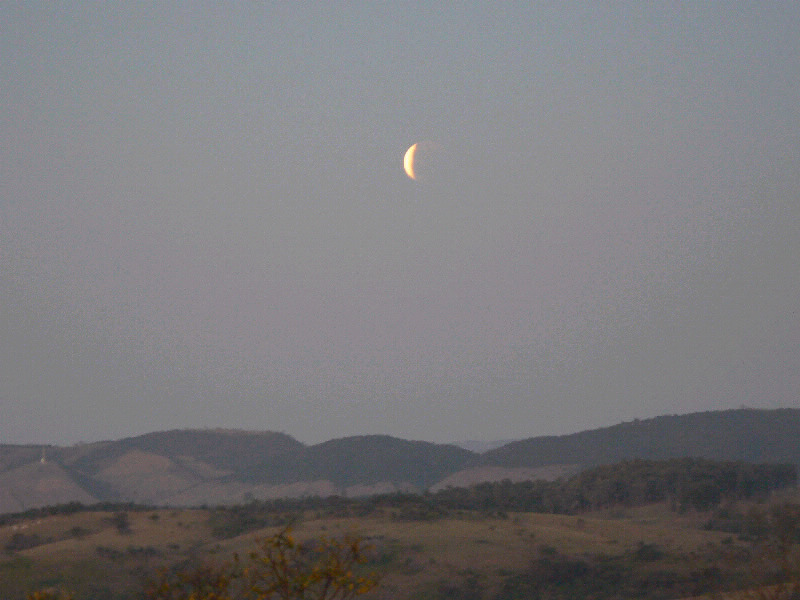
ياغوارينا، البرازيل،21:00
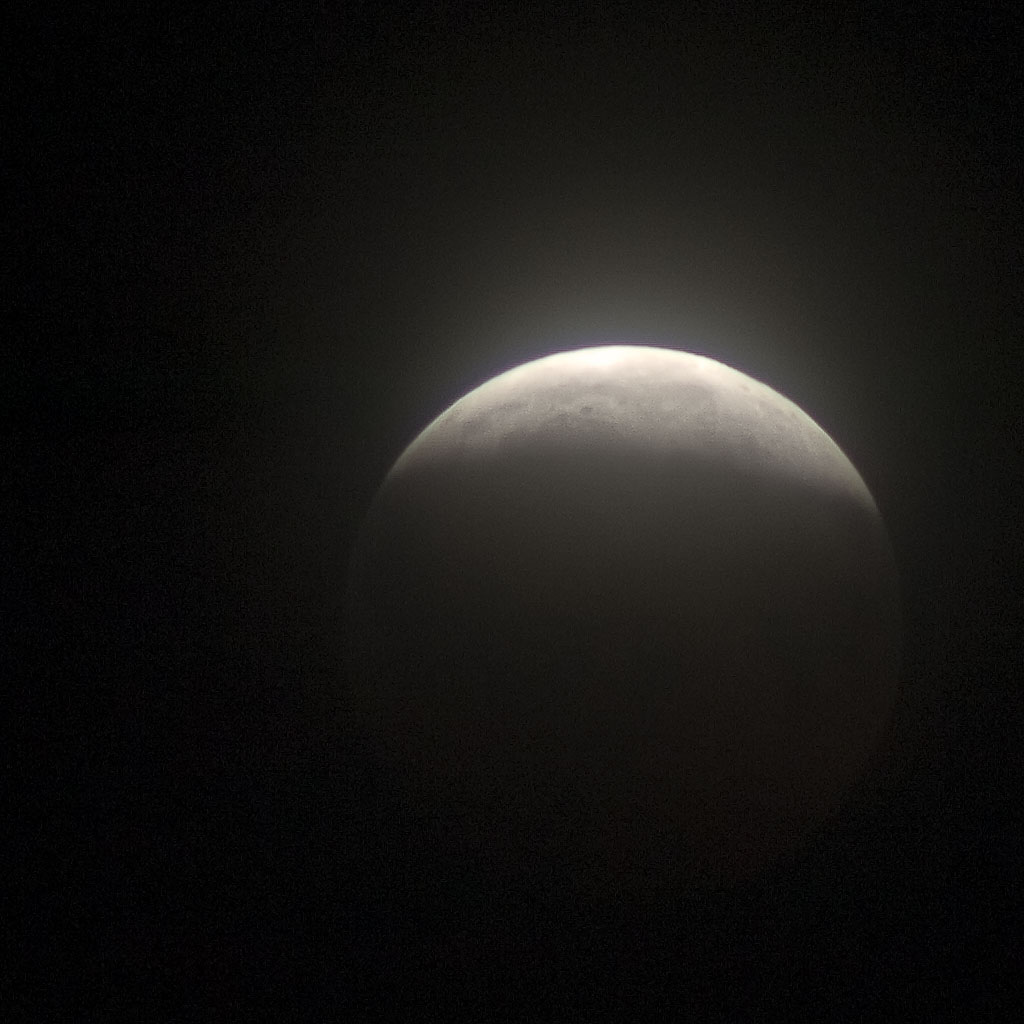
زيورخ، 21:06
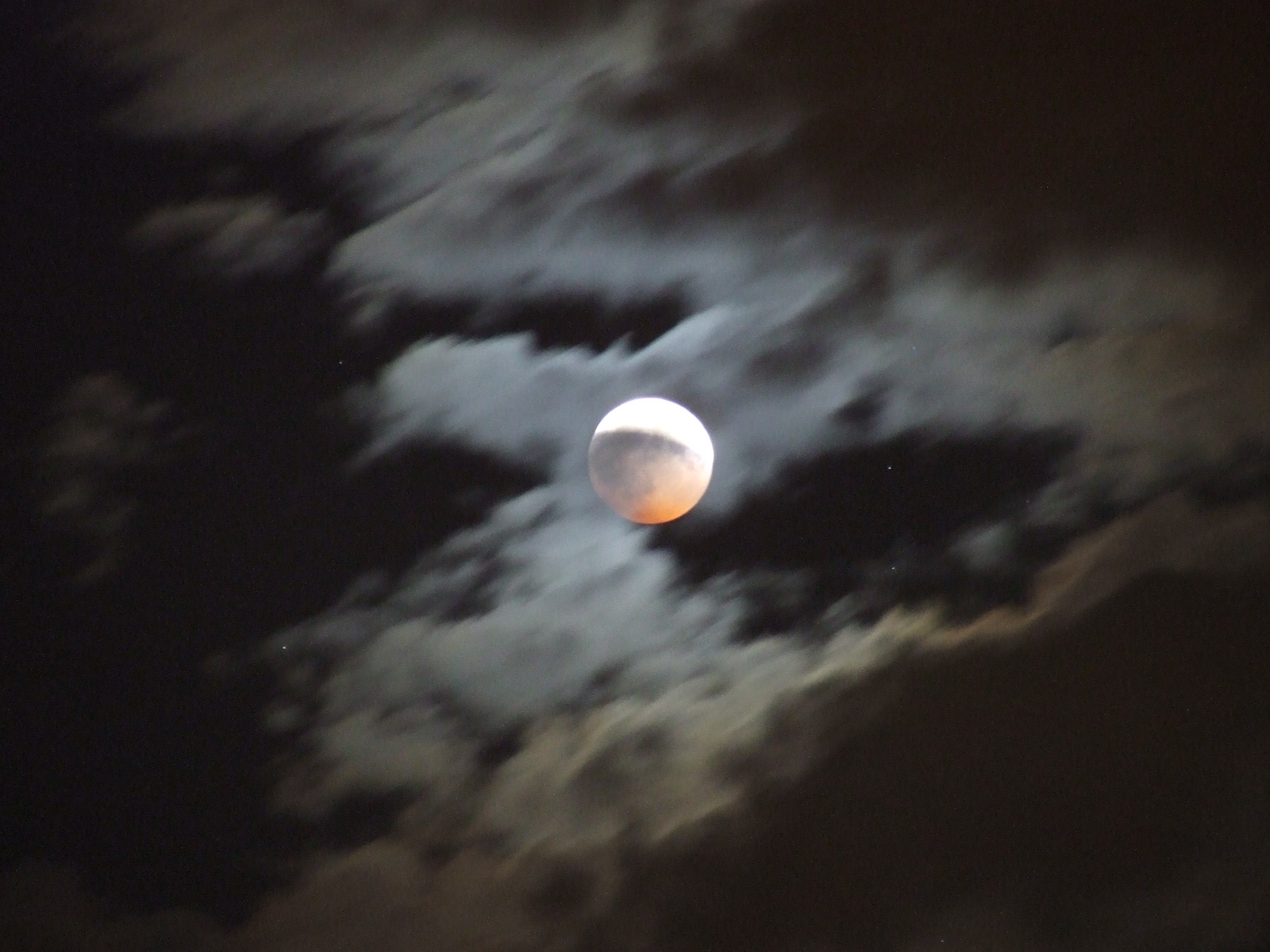
تولوز، 21:07
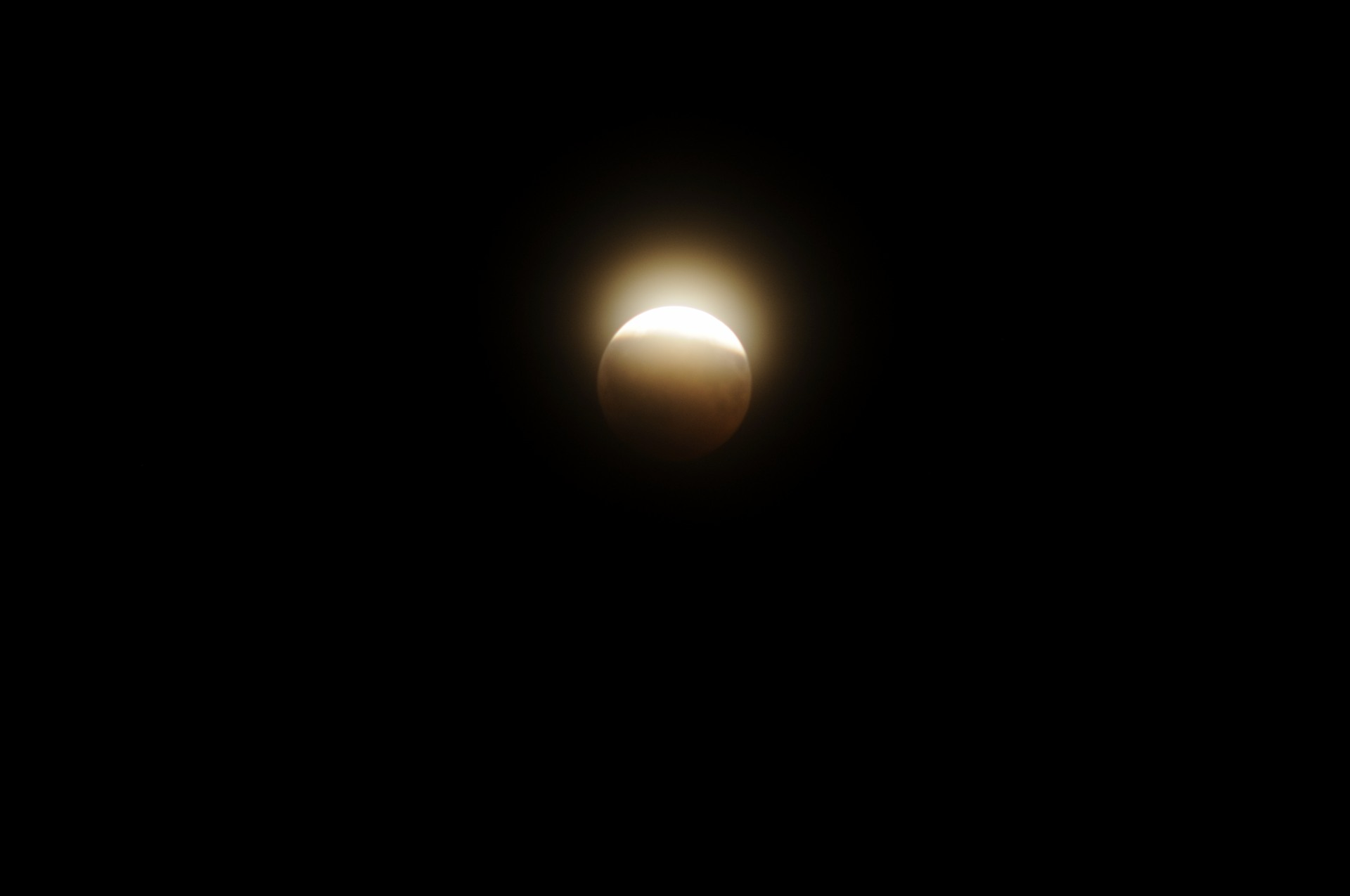
بلدية سولنا، 21:09
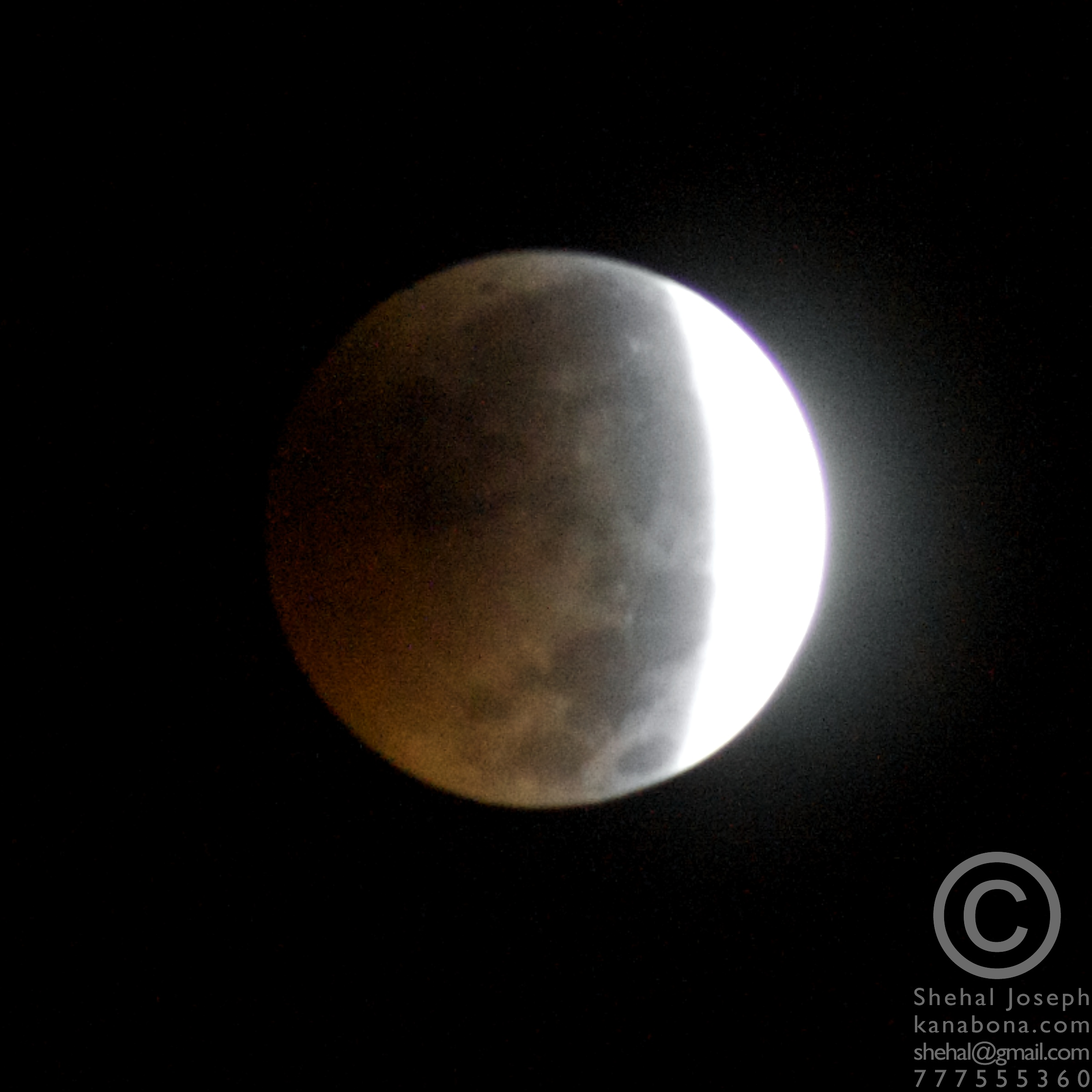
بوراليزغاموا، سريلانكا، 21:12
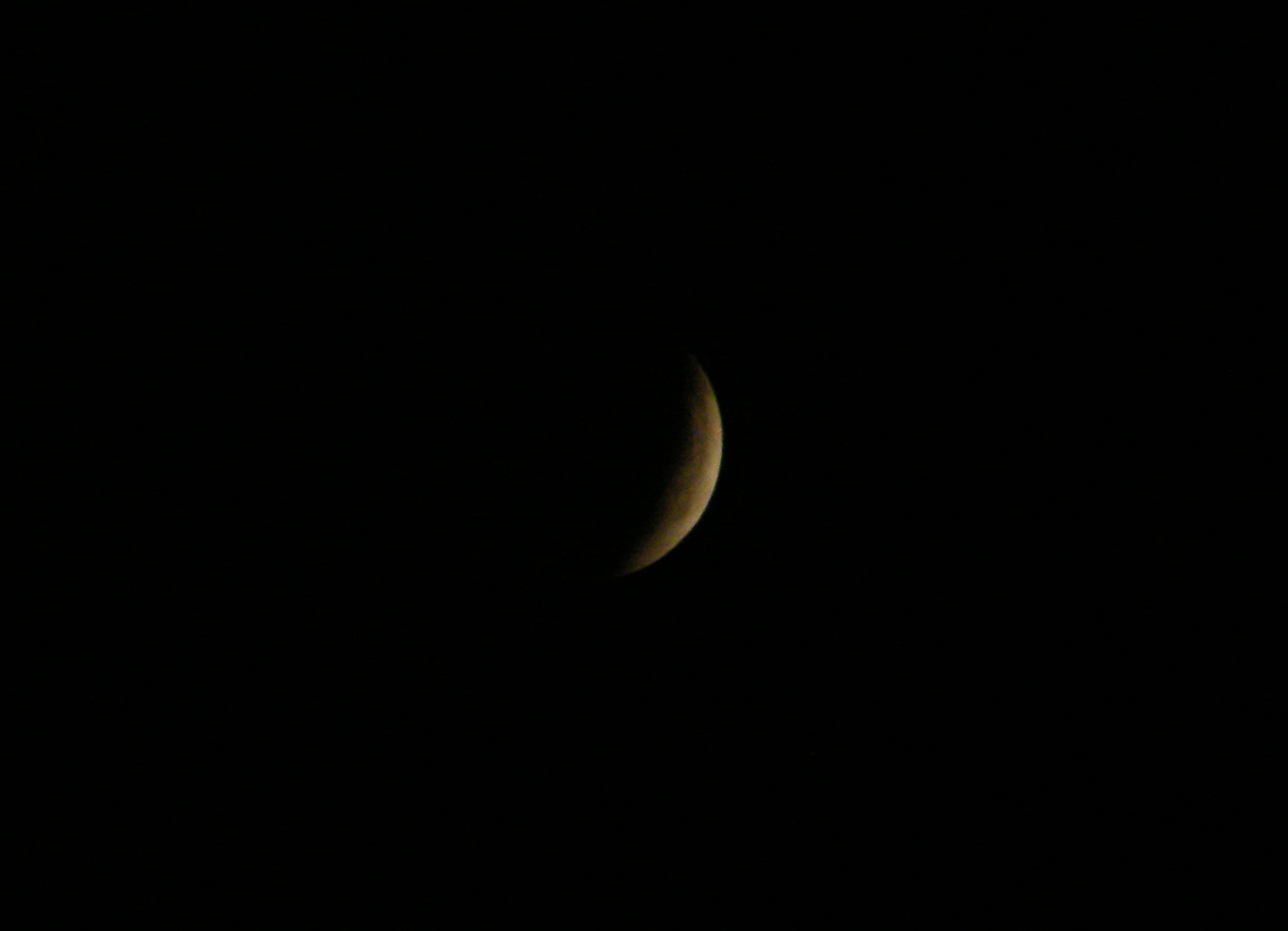
جوهر بهرو، 21:15
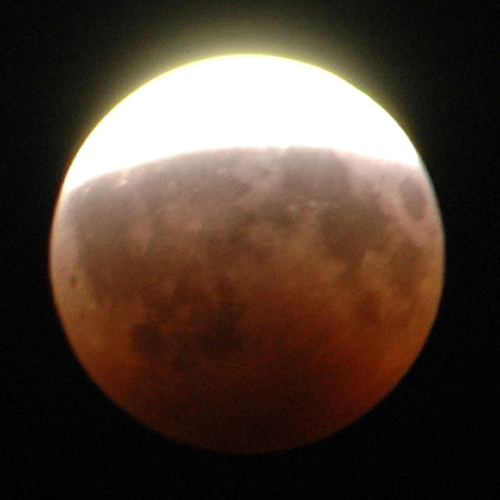
لانغين بيرنسدورف، ألمانيا، 21:23
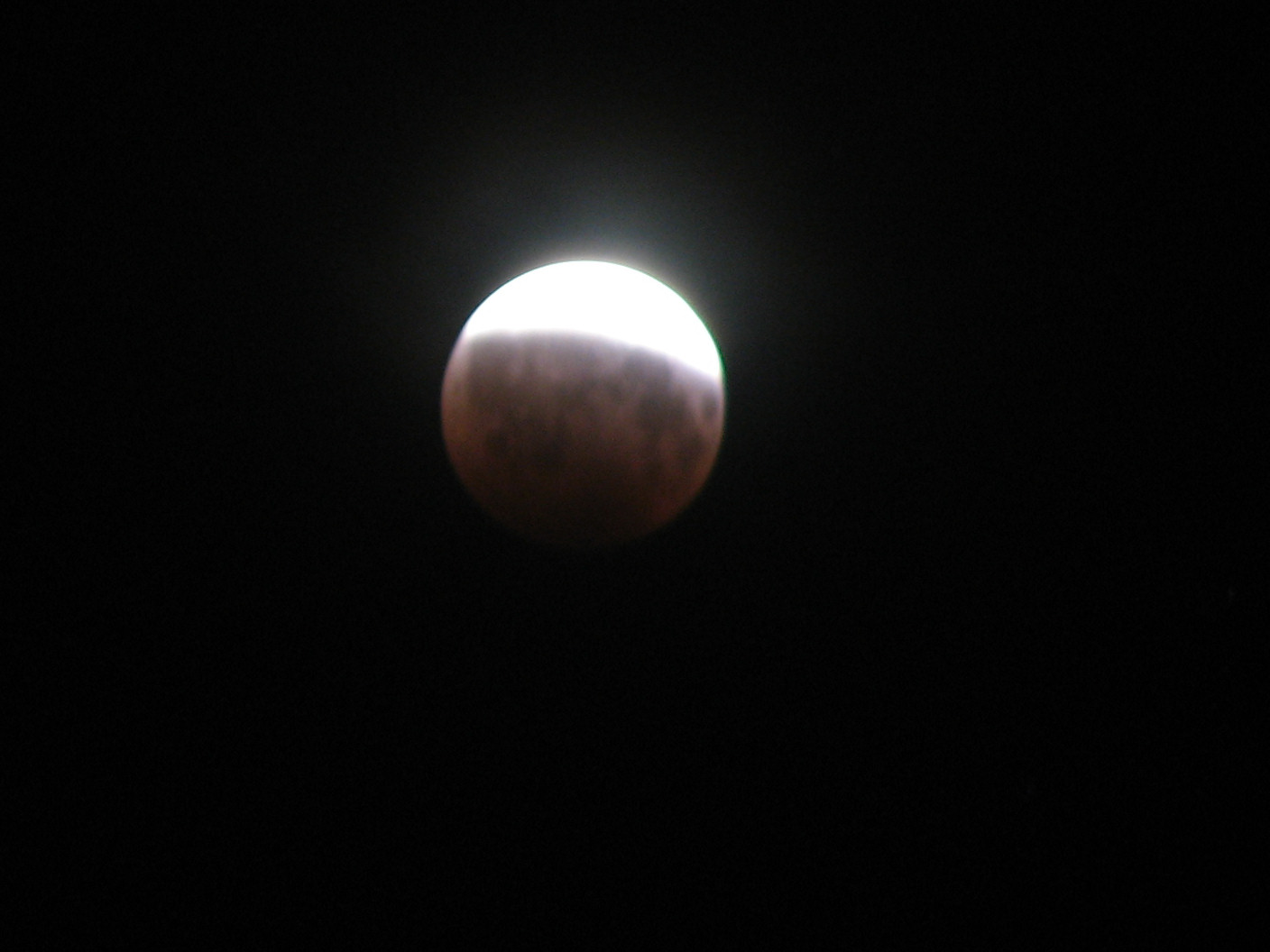
بوخارست, 21:27
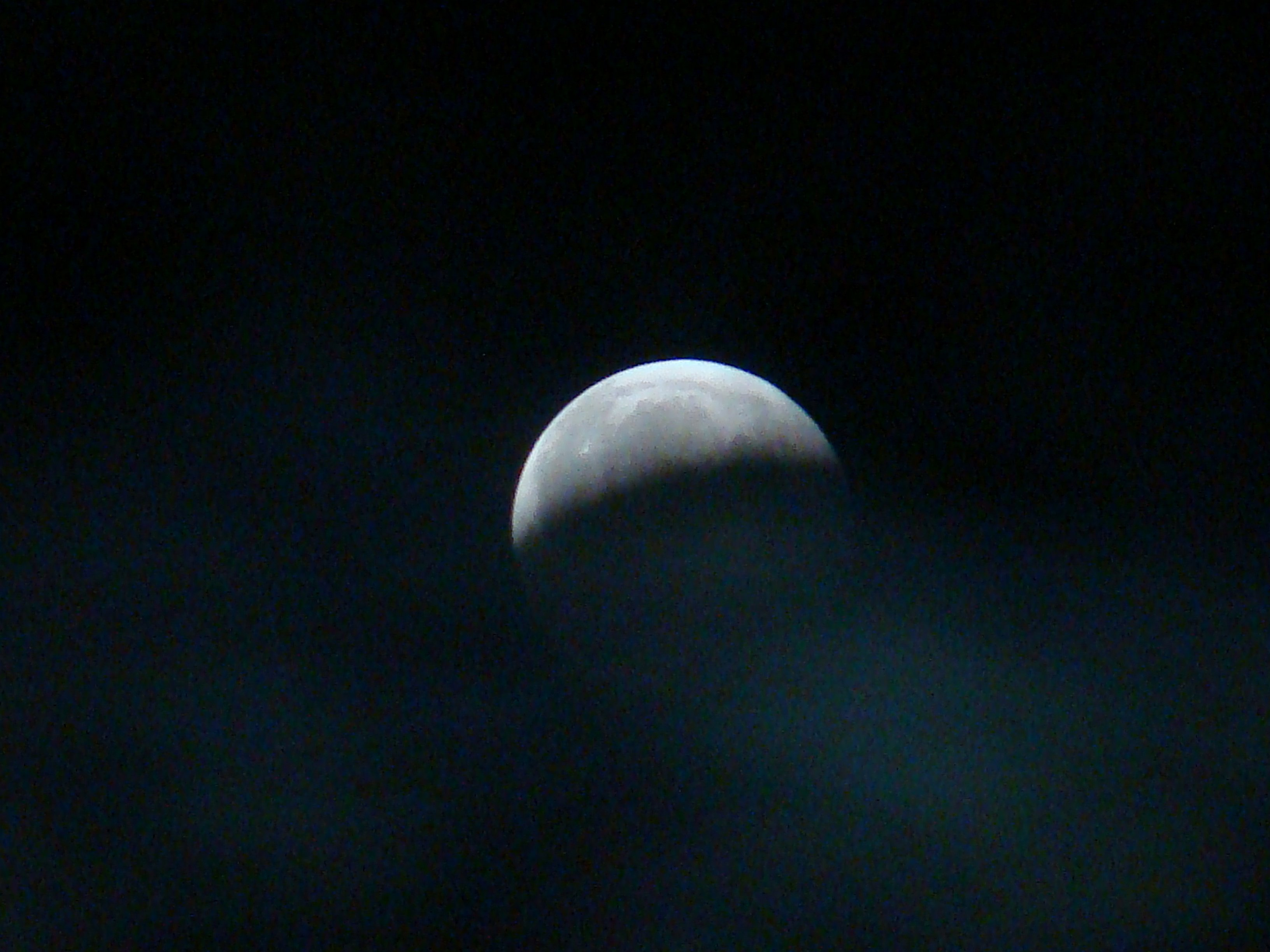
روزبوج دوغي، بولندا، 21:45
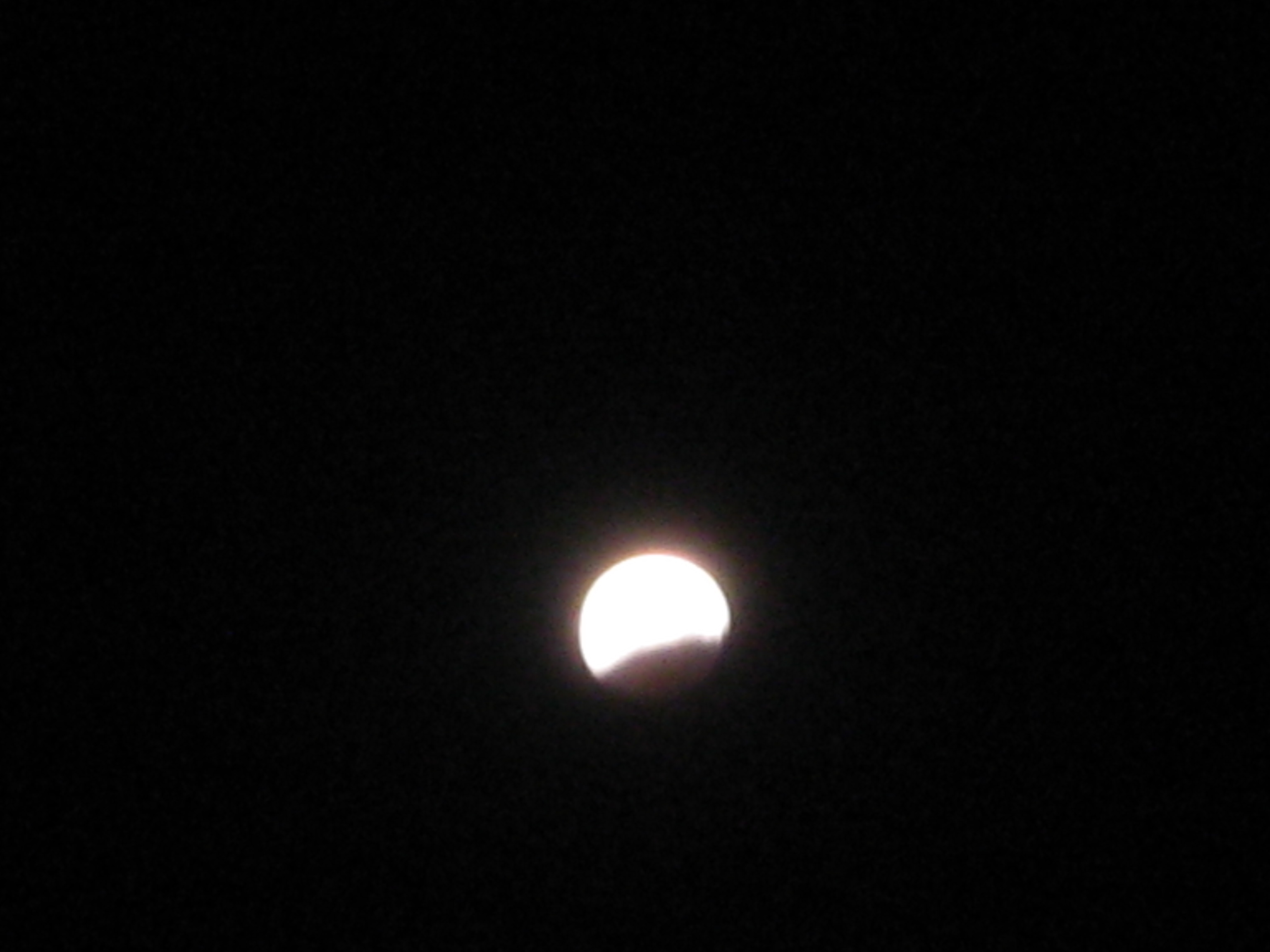
مدينة نصر، مصر، 22:12

## روابط خارجية
- ناسا: الخسوف الجزئي للقمر: 16 أغسطس 2008
- الكسوف الناسك (إأيان كاميرون سميث) الكسوف الجزئي للقمر: 16 أغسطس 2008
- سكاي آند تلسكوب، خسوف عام 2008
- الرسوم المتحركة لخسوف القمر 16 أغسطس 2008
- صورة اليوم الفلكية 20 أغسطس، 2008
- صور مركبة تظهر ظل الأرض
- Spaceweather.com معرض خسوف القمر